# Max Joseph Wolff
Max Joseph Wolff (* 1. Februar 1868 in Erfurt; † 27. oder 28. Oktober 1941 in Berlin) war ein deutscher Jurist, Schriftsteller und Übersetzer.

## Leben
Wolff, Sohn eines Kaufmanns, studierte an der Berliner Universität Jura und fand nach erfolgreicher Beendigung seines Studiums als Jurist eine Anstellung im Staatsdienst. Nach mehreren Versetzungen kam Wolff 1897 mit 29 Jahren nach Berlin.
Nach ersten literarischen Erfolgen quittierte Wolff den Staatsdienst und ließ sich als freier Schriftsteller in Berlin nieder. Dort avancierte er im Jahr seines 40. Geburtstages zum Prof. für Literatur. Neben seinem eigenen literarischen Schaffen konnte sich Wolff mit der Zeit auch einen Namen als Übersetzer machen; gerade seine Shakespeare-Texte wurden von der Literaturkritik sehr gelobt.
Für seine Satire Vor Troja nichts Neues benutzte Wolff das Pseudonym Emil Marius Requark, um dadurch den Schriftsteller des Originals Im Westen nichts Neues, Erich Maria Remarque, zu treffen. Seine drei Bücher über die „neuen“ Abenteuer des Tartarin veröffentlichte Wolff unter dem Pseudonym Daudet Allemand (dt. deutscher Daudet) um auch da auf den eigentlichen Verfasser des Tartarin de Tarascon, Alphonse Daudet, hinzuweisen. Ein weiterer literarischer Deckname war A. Perspicax.
Nach der Machtergreifung der Nationalsozialisten konnte Wolff nur noch einen Aufsatz im Shakespeare-Jahrbuch von 1935 über „Shakespeare und sein Publikum“ veröffentlichen. Gemeinsam mit seiner Frau Berta geb. Baum starb er im Alter von 73 Jahren im Oktober 1941 in Berlin durch Suizid. Sein Sohn Hans Matthias Wolff (1912–1958) war bereits 1934 emigriert und wirkte später als Germanistikprofessor an der University of California, Berkeley.

## Werke (Auswahl)
- Goethe. Teubner, Leipzig 1921
- Heinrich Heine. Beck, München 1922 Digitalisat
- Tartarin in Berlin. Dom-Verlag, Berlin 1922
- Tartarin am Rhein. Dom-Verlag, Berlin 1924
- Tartarin an der Ruhr. Trowitsch Verlag, Berlin 1925
- Die Renaissance in der englischen Literatur. Teubner, Leipzig 1928
- Vor Troja nichts Neues. Brunnen-Verlag, Berlin 1929
- Der Rattenfänger von Europa. Aristide Briand. Brunnen-Verlag, Berlin 1930